# Přívětice
Přívětice település Csehországban, Rokycanyi járásban. Přívětice Lhota pod Radčem, Skomelno, Břasy, Bezděkov, Těškov, Drahoňův Újezd, Osek, Vejvanov, Radnice és Březina településekkel határos. Lakosainak száma 207 fő (2024. január 1.).

## Népesség
A település lakosságának változását az alábbi diagram mutatja:
| Lakosok száma | 707  | 699  | 634  | 383  | 277  | 196  | 207  | 204  | 209  | 207  |
|               | 1869 | 1900 | 1921 | 1961 | 1980 | 2011 | 2016 | 2019 | 2021 | 2024 |